# Россия на «Детском Евровидении — 2018»
Россия участвовала на Детском Евровидении 2018 14-й раз. Тогда представила Анна Филипчук с песней «Непобедимы». В итоге заняла 10 место, набрав 122 балла.

## Прошлые участия
Россия до Евровидения-2018 выступала 13 раз с 2005 и с момента дебюта, ни разу не пропустила конкурс. До 2018 она выиграла 2 раза. Первую победу принесли Сёстры Толмачёвы с песней «Весенний джаз» в 2006 году. Позже Сестры Толмачёвы также отправятся представить Россию на Евровидение 2014 и займут 7 место. И в 2017 году с песней «Крылья» принесла победу Полина Богусевич. До 2018 года худшим результатом являлась 9 место в 2005 году.

## Голосование
| Баллы                  | Россия отдала          | Россия получила |
| ---------------------- | ---------------------- | --------------- |
| Онлайн-телеголосование | Онлайн-телеголосование | 62              |
| 12 баллов              | Грузия                 | Азербайджан     |
| 10 баллов              | Австралия              | Армения         |
| 8 баллов               | Мальта                 | Австралия       |
| 7 баллов               | Казахстан              | Уэльс           |
| 6 баллов               | Франция                | Польша          |
| 5 баллов               | Израиль                | Израиль         |
| 4 балла                | Польша                 | Казахстан       |
| 3 балла                | Украина                | Нидерланды      |
| 2 балла                | Нидерланды             | Беларусь Мальта |
| 1 балл                 | Македония              | Португалия      |

## Исполнитель
Анна Филипчук родилась 9 ноября 2004 года в городе Барнаул (Алтайский край). Юная гимнастка стала участницей различных соревнований, а в 2015 году выиграла Кубок Алтайского края по художественной гимнастике. В 2017-м 13-летняя Анна получила звание кандидата в мастера спорта, но из-за невозможности далее совмещать занятия с вокалом оставила спортивную арену. С 11 лет она принимает участие в различных состязаниях: спортивных и творческих. В 13 лет стала юной «Мисс Барнаул» и неоднократно брала первые места в вокальных конкурсах.

## На Детском Евровидении
Конкурс комментировал Антон Зорькин, а баллы оглашали Дина и Хрюша.
Анна Филипчук выступила под номером 5 после Албании и перед Нидерландов. По итогу голосовании национального жюри и телеголосования, она заняла 10 место, набрав 122 балла. До 2019 года являлся худшим результатом.

## Перед Детским Евровидением

### Национальный отбор
Финал состоялся 3 июня 2018 года в детском лагере «Артек» на Крымском полуострове. Однако на следующий день он вышел в эфир на Карусели. Записи были ранее опубликованы 27 мая 2018 года.

### Финал
В финале выступили 12 участников. Ведущими стали Липа Тетерич и Дмитрий Губерниев.
Национальный отбор выиграла 13-летняя Анна Филипчук с песней «Непобедимый».
| №  | Исполнитель          | Песня                | Проценты | Место |
| -- | -------------------- | -------------------- | -------- | ----- |
| 1  | Аркадий Евтушенко    | «Я здесь»            | 9.81 %   | 2     |
| 2  | ДоДоСтар             | «Послушай»           | 9.23 %   | 3     |
| 3  | Иван Стариков        | «Неутомимые»         | 9.13 %   | 4     |
| 4  | Елизавета Куклишина  | «Мечта моя»          | 7.60 %   | 10    |
| 5  | Александра Кирильчук | «Family tree»        | 7.79 %   | 8     |
| 6  | Диана Смыкова        | «Барабум»            | 7.69 %   | 9     |
| 7  | Татьяна Мельниченко  | «Счастье на ладонях» | 7.88 %   | 7     |
| 8  | Анна Якубик          | «Вселенная»          | 8.85 %   | 5     |
| 9  | Мишель Задорожная    | «Поделись мечтой»    | 6.64 %   | 12    |
| 10 | Матрёшки             | «Всё между нами»     | 7.31 %   | 11    |
| 11 | Анна Филипчук        | «Непобедимы»         | 9.90 %   | 1     |
| 12 | Эвелина Мазурина     | «Пой душой»          | 8.17 %   | 6     |